# ワイアード (アルバム)
『ワイアード』 (Wired) は、1976年にリリースされたジェフ・ベックのアルバム。
前作『ブロウ・バイ・ブロウ』ツアーの後、ジェフはスタンリー・クラークのアルバム『ジャーニー・トゥ・ラヴ』のレコーディングに参加している。スタンリーとのセッションでジャズ／フュージョンへの傾倒はより強まることとなった。1975年9月に新作のレコーディングに着手、プロデュースは前作に引き続いてジョージ・マーティンが担当した。スタジオはエアー・スタジオ、トライデント・スタジオ、チェロッキー・スタジオの三箇所での録音を半年間で終了し、1976年5月に本作『ワイアード』はリリースされた。収録曲は「グッドバイ・ポーク・パイ・ハット」のカヴァー以外参加メンバーによる作品で占められた。前作よりもハードでダイナミックなプレイが繰り広げられている。
本作にも4チャンネル・ステレオ盤が存在するが、そのリリースは本作が最後となった。全曲のミックスが異なっており、ギターのテイクが異なる曲も存在している。
本作発表後のツアーは、1976年5月23日のロンドン、ラウンドハウス公演から始まる。ツアーはヤン・ハマー・グループとのジョイント・ツアーの形で行われた。7月からのアメリカ・ツアーではエアロスミスとも共演している。本ツアーの様子は次作『ライヴ・ワイアー』で発表されることとなる。

## 曲目

### Side 1
1. レッド・ブーツ - Led Boots (Max Middleton) - 4:03
2. カム・ダンシング - Come Dancing (Narada Michael Walden) - 5:55
3. グッドバイ・ポーク・パイ・ハット - Goodbye Pork Pie Hat (Charles Mingus) - 5:31
4. ヘッド・フォー・バックステージ・パス - Head for Backstage Pass (Wilbur Bascomb, Andi Clark) - 2:43

### Side 2
1. 蒼き風 - Blue Wind (Jan Hammer) - 5:54
2. ソフィー - Sophie (Walden) - 6:31
3. プレイ・ウィズ・ミー - Play With Me (Walden) - 4:10
4. ラヴ・イズ・グリーン - Love is Green (Walden) - 2:30

## パーソネル
- ジェフ・ベック - ギター (except on Blue Wind、Love Is Green)、リード・ギター & リズム・ギター on Blue Wind、アコースティック・ギター on Love Is Green
- ナラダ・マイケル・ウォルデン - ドラムス on Led Boots、Come Dancing、Sophie、Play With Me、ピアノ - Love Is Green
- エド・グリーン -　ドラムス on Come Dancing
- ウィルバー・バスコム - ベース (except on Blue Wind)
- マックス・ミドルトン - クラヴィネット on Led Boots、Come Dancing、Head For Backstage Pass、Sophie、Play With Me、フェンダー・ローズ on Goodbye Pork Pie Hat、Sophie
- ヤン・ハマー - シンセサイザー on Led Boots、Come Dancing、Blue Wind、Play With Me、ドラムス on Blue Wind
- リチャード・ベイリー -　ドラムス on Goodbye Pork Pie Hat、Head For Backstage Pass